# Biserica de lemn din Cornești, Cluj

Biserica de lemn din Cornesti (Șomtelec), județul Cluj - fotografie publicată în anul 1933

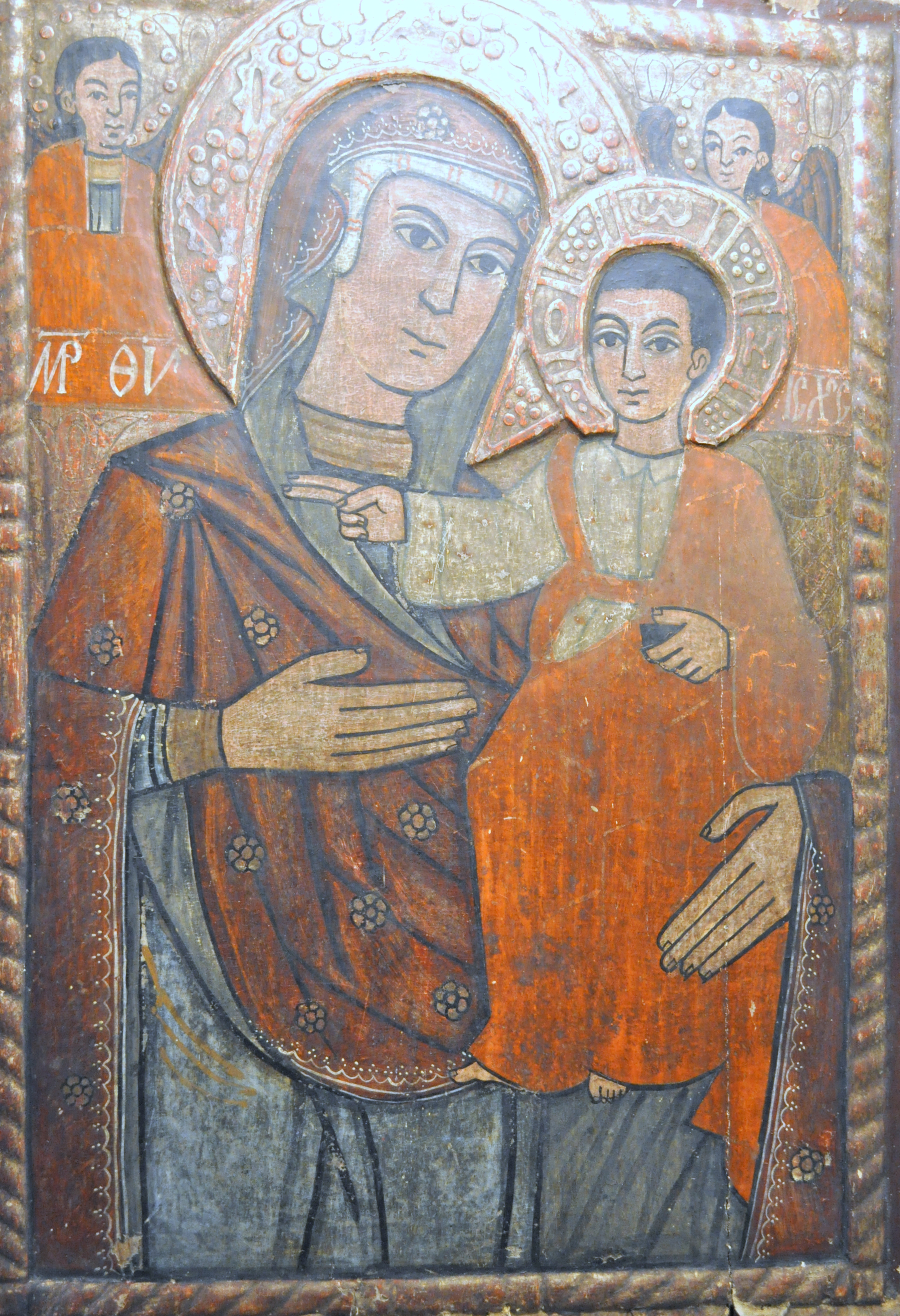
Maica Domnului cu Pruncul (Andrei din Cornești, sec.XVIII)

Biserica de lemn din Cornești, comuna Gârbău a slujit drept biserică parohială până în anii 1973-1976 când a fost înlocuită de noua biserică de zid. Biserica de lemn data de la sfârșitul secolului XIX fiind edificată în anul 1898. Avea hramul ”Înălțarea Domnului Nostru Isus Cristos”.

## Istoric și trăsături
Despre vechea biserică de lemn a satului, cea care a existat înaintea celei surprinse în fotografia publicată în lucrarea preotului Vasile Cosma se știa că era o biserică mică, făcută toată din lemn de goron, lucrată numai cu securea. Interiorul bisericii era acoperit cu pânză pe care erau zugrăvite ”multe icoane din Biblie”. Ferestrele bisericii erau mici iar ușile erau joase cu praguri înalte. Tinda femeilor nu era padimentată, aceasta trebuind să fie lipită cu lut înainte de sărbători. Scaune în biserică nu erau ci doar niște bâte cu cârjă de care se sprijineau bătrânii. Legat de aceste bâte este menționat, mai repede sub formă de anecdotă ce se întâmpla atunci când pe vreunul din cei ce sprijineau în ele îi fura somnul în timpul slujbei. În astfel de situații ”câte-un ștrengar atingea bâta iar bietul creștin istovit de munca de peste săptămână cădea la pământ”. Aceste întâmplări au dus la așezarea unor lavițe pe lângă pereți, vechile cârje fiind aruncate după ușa bisericii. Anul edificării acestei biserici rămâne necunoscut dar se cunoaște faptul că pictarea interiorului s-a făcut în anul 1759. Despre aceeași biserică se spunea că se putea vedea, într-un colț al fruntariului tăieturi de secure făcute de hoții care au scos dintr-o gaură de sfredel banii așezați drept mărturie, când s-a clădit biserica. Una din tălpile bisericii s-a deteriorat mult, fiind putredă și ruptă în momentul când sătenii au hotărât ridicarea unei noi biserici. 
Această nouă biserică, prezentată în fotografia alăturată a fost construită în anul 1898, fiind făcută tot din lemn dar tencuită și văruită. De la biserica anterioară s-a păstrat un potir vechi de cositor pe care era gravat: ”Pop Simion 1736”. S-a folosit apoi un alt potir din bronz dar în preajma anului 1933 se folosea un al treilea potir, de argint aurit, cumpărat în anul 1910 de către Ioan Hora și Maria Sălăjan, morarii de la Băgara. Biserica avea două clopote bune, cu glas ”foarte dulce și armonios”. Despre acestea este amintită o altă întâmplare din viața comunității. În timpul primului război mondial, mai exact în anul 1916 este trimis un soldat evreu pentru a rechiziționa clopotul cel mare al bisericii în vederea transformării lui în tunuri. Se spune că în urma insistențelor oamenilor însoțite și de un bacșiș de 30 de coroane, acesta ar fi luat clopotul mic în locul celui mare.
Unele cărți ce au fost utilizate pentru slujbele religioase ce s-au ținut în această biserică purtau diferite înscrisuri. Astfel, pe Minei era scris: ”În anul 1840. Această carte se numește Minciu care cuprinde slujba Praznicelor și o cumpărat Ionaș Indrei cu bună voința soției sale Onița cu 60 de zloți nemțești și au dat-o în biserica satului Șomtelek ca să-i fie pomană Dumisale și părinților și la tot neamul lor de amândouă părțile până la a șaptea săminție și cine s-ar afla să fure au să mute la alt loc străin din biserica satului Șomtelec, acela să fie afurisit de cei 318 de sfinți părinți, care s-au adunat la săborul Nikii. Și să fie anaftemă și maranafta și oricare preot sau diac va sluji cu dânsa să se bucure în Domnul, care a înțelepțit și pe cel ce o au tipărit și pe cel ce au cumpărat, ca toți să aibă plată necuprinsă de minte omenească, întru împărăția cerului. Și s-au scris acest zapist cu porunca numitului Ionaș Indrei prin mâna mea cea de ciernă fiind umilit slujitor și diac eu Abrudan Ioan”. Restul cărților deținute de această biserică erau și mai noi și mai vechi. Acestea din urmă datau din intervalul cuprins între anii 1760 - 1800. Pe cea mai veche matricolă se afla notat de către preotul Zaharie Hossu: ”Minunat timp în anul 1872 Ianuar 23 după calculul vechiu. Seara la 8 ore de către apus a fost luminație din cer în două locuri alb ca lumina și se vedea mai ca ziua și norii roșii ca sângele. Au ținut mai până la miezul nopții, înfiorat tip de la Înduratul Dumnezeu. Cine Dzeu mare ca Dzeul nostru. Tu ești Dumnezeu cel ce face minuni. Înțălegeți neamuri și vă plecați că la noi este Dzeu. Ori ce sfat rău veți sfătui risipi-l-va Domnul”.